# Harrison Hot Springs
Harrison Hot Springs est un village  de Colombie-Britannique, au Canada, situé a environ 100 km l'est de Vancouver; dans la vallée du Fraser et au sud du lac Harrison.
Harrison Hot Springs est un site de villégiature notamment connu pour ses sources chaudes.

## Histoire
Harrison Hot Springs est un site de villégiature depuis 1886 lorsque Vancouver fut relié par le Chemin de fer Canadien Pacifique au reste du Canada. Le lac se trouvant a proximité de la ligne il était donc possible de s'y rendre rapidement en calèche.A cette époque le village s’appelait "St.Alice Well". Les sources avait été découvertes une dizaine d'années plus tôt lorsqu'un groupe de chasseurs d'or étaient tombés dans le lac découvrant qu'à cet endroit , au lieu d’être gelé, l'eau était chaude.
Après cette découverte le village se développa petit à petit  et des hôtels furent créés mais il fallut attendre 1949 pour que le village soit officiellement reconnu.

## Géographie

### températures
| Mois      | Température moyenne min (°C) | Température moyenne max (°C) | Précipitations (mm) |
| janvier   | -2                           | 4                            | 253                 |
| février   | 1                            | 8                            | 110                 |
| mars      | 3                            | 11                           | 174                 |
| avril     | 6                            | 15                           | 102                 |
| mai       | 9                            | 19                           | 106                 |
| juin      | 11                           | 22                           | 74                  |
| juillet   | 13                           | 25                           | 44                  |
| août      | 12                           | 25                           | 69                  |
| septembre | 10                           | 21                           | 109                 |
| octobre   | 7                            | 15                           | 197                 |
| novembre  | 3                            | 9                            | 229                 |
| décembre  | -2                           | 3                            | 215                 |

## Démographie
| 2001  | 2006  | 2011  | 2019  |
| ----- | ----- | ----- | ----- |
| 1,343 | 1,573 | 1,468 | 1,632 |